# Neoempheria flavida
Neoempheria flavida är en tvåvingeart som beskrevs av Loïc Matile 1973. Neoempheria flavida ingår i släktet Neoempheria och familjen svampmyggor. Inga underarter finns listade i Catalogue of Life.